# Antartandes
Antartandes és el nom que rep la cadena muntanyosa que serveix d'eix a la península Antàrtica i que es pot considerar com una continuació de la serralada dels Andes en el continent antàrtic.

## Geografia
És la finalització de la cadena muntanyosa que neix a la frontera entre Colòmbia i Veneçuela, se submergeix a l'oceà Atlàntic a l'est de Terra del Foc formant la serralada submarina anomenada dorsal de Scotia i reapareix esporàdicament a les illes Aurora, Illes Geòrgia del Sud, Illes Sandwich del Sud, Illes Òrcades del Sud i Illes Shetland del Sud, continuant després a la península Antàrtica, anomenada Terra de O'Higgins en la toponímia de Xile i Terra de San Martín en la toponímia de l'Argentina.
L'alçada màxima dels Antartandes és el mont Coman amb 3.657 msnm, en el segment anomenat muntanyes de l'Eternitat; es destaca també el mont Hope amb 2.860 msnm. Des dels Antartandes s'estén una ramificació cap al sud-oest coneguda com a muntanyes Ellsworth, serralada baixa i en gran manera subglacial que empalma els Antartandes amb l'altra gran serralada antàrtica: les muntanyes Transantàrtiques.En aquests, més exactament en el segment anomenat Serralada Diamant, se situa l'alçada més alta de l'Antàrtida Argentina, el nunatak mont Chiriguano amb 3.660 msnm. Cap al pol Sud geogràfic es troba la Meseta Polar.

## Geologia
Alguns geòlegs consideren que l'Antarctandes és una continuació més al sud del sistema de la serralada dels Andes a l'Antàrtida. Segons aquesta teoria, els Andes s'inicien a la frontera entre Colòmbia i Veneçuela; adreçant-se per l'oest d'Amèrica del Sud; i submergint-se a l'oceà Atlàntic a l'est de Terra del Foc per formar la serralada submarina de l'Arc de les Antilles Australs; des d'on emergeixen periòdicament a les illes Shag Rocks, Geòrgia del Sud i Sandwich del Sud, illes Òrcades del Sud i illes Shetland del Sud; i finalment ressorgir al nord de la península antàrtica. Xile anomena a la península Terra de O'Higgins, i l'Argentina Terra de San Martín.
Els Antartandes es troben en una àrea on convergeixen els reclams territorials de l'Argentina (Antàrtida Argentina), Xile (Territori Xilè Antàrtic) i el Regne Unit (Territori Antàrtic Britànic), però totes aquestes reclamacions es troben en suspens per l'aplicació de l'article 4 del Tractat Antàrtic.